# Dracena (São Paulo)
Dracena es un municipio brasileño del estado de São Paulo. Perteneciente a la mesorregión de Presidente Prudente, está ubicado al oeste de São Paulo, capital del estado, distando 632 km de ésta. Ocupa una área de 488,044 km² y su población total es de 43 263 habitantes, según el Instituto Brasileiro de Geografia e Estatística, siendo por lo tanto el 142º más poblado del estado y el primero de su microrregión.
La sede tiene una temperatura media anual de 22,6 °C, e en la cobertura predomina la mata. El porcentaje de la población que vive en las ciudades es de 91,74. Su Índice de Desarrollo Humano es de 0,8, considerado como elevado.
El municipio de Dracena fue emancipado de Gracianópolis (actualmente Tupi Paulista) en la década de 1940, a través de una propuesta formulada por el diputado estatal Ulisses Guimarães. Su versión etimológica es que el nombre hace referencia a una planta ornamental del mismo nombre, de hojas amarillas y perteneciente a la familia de las liliáceas. El nombre "Dracena" fue escogido a través de un concurso organizado por los fundadores de Dracena, Irio Spinardi, João Vandramini, Virgílio e Florêncio Fioravanti. Actualmente su principal fuente de ingresos es el sector de prestación de servicios, con el comercio como la principal actividad económica.
El municipio cuenta con una importante tradición cultural, que abarca desde el artesanado hasta el teatro, la música y  el deporte. Su principal club de fútbol y el que cuenta con una mayor tradición es el Dracena Futebol Clube, fundado el 2 de julio de 1948. El municipio también es sede de diversos eventos que se celebran con periodicidad anual, como la Feira de Artesanato de Dracena y la Feira de Agropecuária de Dracena, e importantes exposiciones culturales y económicas. Cuenta con varios puntos de interés turístico, como la iglesia matriz y la Plaza Arthur Pagnozzi.

## Clima
El clima de Dracena puede ser clasificado como clima tropical de sabana (Aw), de acuerdo con la clasificación climática de Köppen.

## Religión
El Cristianismo está presente en la ciudad de la siguiente manera:

### Iglesia Católica
La iglesia católica del municipio forma parte de la Diócesis de Marília.

### Iglesia Protestante
En la ciudad están presentes las más diversas creencias evangélicas, principalmente pentecostales, incluidas las Asambleas de Dios de Brasil (la iglesia evangélica más grande del país), Congregación Cristiana, entre otras. Estas denominaciones están creciendo cada vez más en todo Brasil.